# Chapter 3: The Streets of Mos Espa
"Chapter 3: The Streets of Mos Espa" es el tercer episodio de la serie de televisión estadounidense The Book of Boba Fett, que sigue a los cazarrecompensas Boba Fett y Fennec Shand intentando hacerse con el control del imperio criminal de Jabba the Hutt 5 años después de su muerte en Return of the Jedi (1983). El episodio está ambientado en el universo de Star Wars, compartiendo continuidad con The Mandalorian y otros spin-offs como Ahsoka. Fue escrito por Jon Favreau y dirigido por Robert Rodríguez.
Temuera Morrison repite su papel de Fett de la segunda temporada de The Mandalorian, con Ming-Na Wen uniéndose a él como Fennec Shand. Matt Berry, David Pasquesi, Sophie Thatcher, Jordan Bolger, Stephen Root y Danny Trejo también protagonizan el episodio. El rodaje comenzó en noviembre de 2020 y concluyó en junio de 2021. "Chapter 3: The Streets of Mos Espa" se estrenó en Disney+ el 12 de enero de 2022 con críticas mixtas.

## Trama
Boba y Fennec planean cómo puede mantener el control del imperio que alguna vez perteneció a Jabba the Hutt. En ello, tienen una audiencia con un traficante de agua llamada Lortha Peel, que le pide a Fett que castigue a una pandilla de cyborgs que roban su agua en Mos Espa, alegando que los ciudadanos aún no lo respetan. Al ver que la pandilla no tiene trabajo, Fett emplea a los cyborgs como ejecutores mientras le paga a Peel su deuda. 
En el bacta, Fett tiene un recuerdo; después del robo del aerotren, tiene una reunión con los Pykes buscando que cumplan su promesa por pagar peaje. A su regreso al campamento Tusken, encuentra a la tribu destruida por la pandilla Nikto. 
Sin embargo, Fett es atacado por Krrsantan, pero el Wookiee es detenido y capturado en el sótano por sus guardias. Luego llegan los Gemelos, trayendo un rencor como regalo y disculpas por el ataque y prometiendo irse de Tatooine porque el alcalde Shaiz los engañó. Después de liberar a Krrsantan, Fett recluta al guardián del rencor para entrenar a la bestia. Después de saber que el alcalde lo puede recibir dentro de 20 días, Fett, Shand y los guardias cyborg van a Mos Espa para interrogar a Shaiz, pero el alcalde está ausente y su mayordomo huye. Se produce una persecución con deslizadores y los cyborgs acorralan al mayordomo, quien afirma que Shaiz está trabajando con los Pykes. Uno de los cyborgs informa que están llegando más Pykes a Mos Espa, y Fett decide prepararse para la guerra que se avecina.

## Producción

### Desarrollo
El episodio fue dirigido por Robert Rodriguez, quien también da voz a Mok Shaiz para la serie. Fue escrito por el showrunner de la serie Jon Favreau.

### Casting
Temuera Morrison y Ming-Na Wen repiten sus papeles de The Mandalorian como Boba Fett y Fennec Shand, respectivamente. Matt Berry y David Pasquesi regresan como sus personajes recurrentes 8D8 y el mayordomo de Mok Shaiz. Carey Jones interpreta a Black Krrsantan, un cazarrecompensas wookie que apareció anteriormente en las series de Marvel Comics, Star Wars: Darth Vader y Star Wars: Doctor Aphra.  Jordan Bolger, Sophie Thatcher, Stephen Root y Danny Trejo aparecen como invitados, interpretando a Skad, Drash, Lortha Peel y un entrenador de rancor, respectivamente.

### Música
Joseph Shirley compuso la partitura musical del episodio, mientras que Ludwig Göransson compuso el tema principal de la serie. Las pistas destacadas se lanzaron el 21 de enero de 2022, en el primer volumen de la banda sonora de la primera temporada. 

## Recepción
En Rotten Tomatoes, el episodio tiene una calificación de aprobación del 59% según las reseñas de 17 críticos, con una calificación promedio de 6.60/10. El consenso de los críticos del sitio web afirma: "The Streets of Mos Espa" envía a The Book of Boba Fett en un viaje que tiene un ritmo frustrante, pero no sin momentos divertidos".